# Łukasz Górnicki (kanonik warmiński)
Łukasz Górnicki herbu Ogończyk (ur. 1585, zm. 15 lipca 1651) – prepozyt warmiński 1651 roku, dziekan warmiński w 1638 roku, prepozyt warmiński w 1651 roku, kanonik warmiński w 1624 roku, kanonik koadiutor w 1618, kanonik kapituły katedralnej wileńskiej w 1619 (zrezygnował w 1651 roku), sekretarz królewski.
Był synem wybitnego pisarza Łukasza Górnickego autora Dworzanina polskiego i Barbary Broniewskiej, bratankiem  kanonika Pawła Górnickiego.
Studiował w Marburgu (1610) i Heidelbergu (1611). W 1615 roku w Rzymie przyjął święcenia diakonatu.
W 1624 otrzymał kanonię katedralną we Fromborku, będąc wówczas kanonikiem wileńskim.
W 1632 przebywał w Lidzbarku Warmińskim i wraz z kanonikiem Wojciechem Rudnickim sporządził inwentaryzację biskupstwa. W 1638 został dziekanem kapituły warmińskiej a 
15 czerwca 1651 otrzymał godność prepozyta, w imieniu kapituły posłował do Warszawy. W latach 1635–1636 był administratorem komornictwa olsztyńskiego i otrzymał probostwo parafii w Świętej Lipce kierował także fundacją Stefana Sadorskiego, osadzał jezuitów, którzy dokumentem kapituły z 18 sierpnia 1639 roku otrzymali prawo użytkowania Świętej Lipki. Ufundował srebrny kielich katedrze fromborskiej oraz swemu stryjowi w wykonany w marmurze portret epitafijny. 